# 戴征社
戴征社（1960年11月—），男，汉族，陕西武功人，中华人民共和国政治人物。

## 生平
戴征社曾担任中共榆林市委书记，2018年1月，当选为陕西省人大常委会副主任。2023年1月，届满卸任。